# Brześć Kujawski

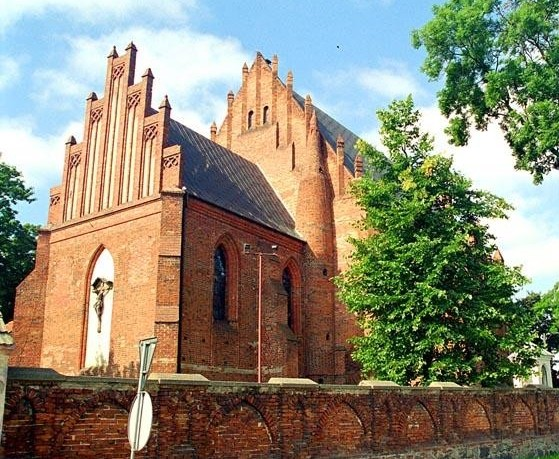
Kościół Świętego Stanisława Biskupa

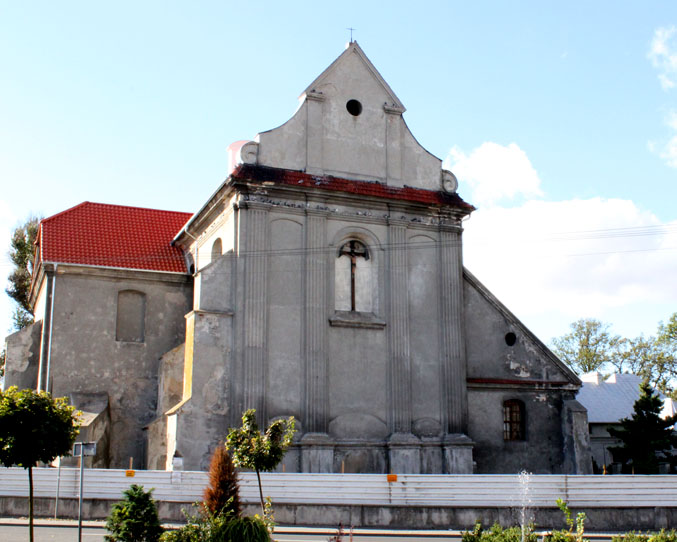
Kościół podominikański św. Michała Archanioła

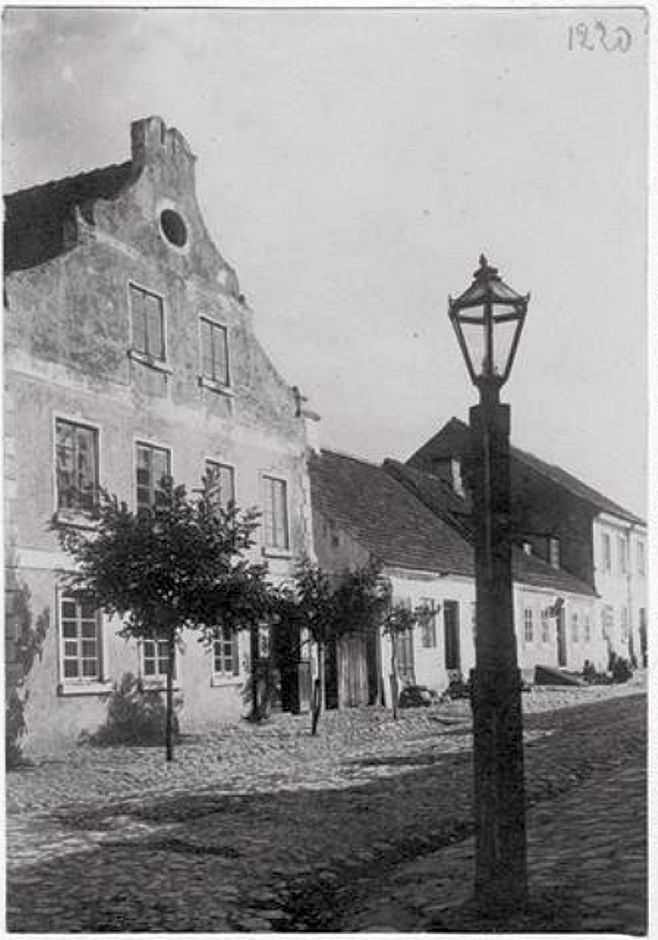
Dom barokowy z XVIII wieku przy ul. Reymonta

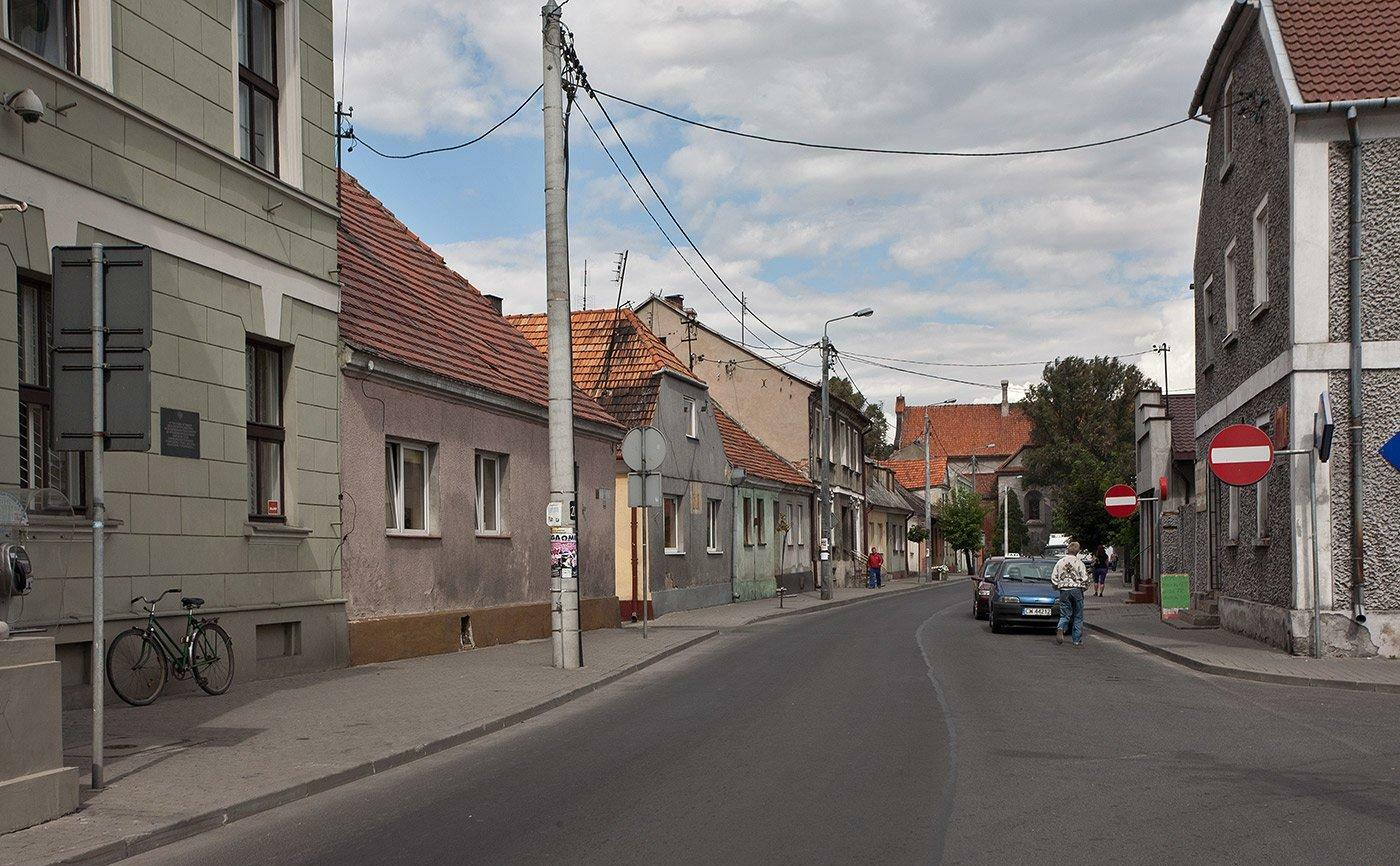
Jedna z uliczek w centrum miasta

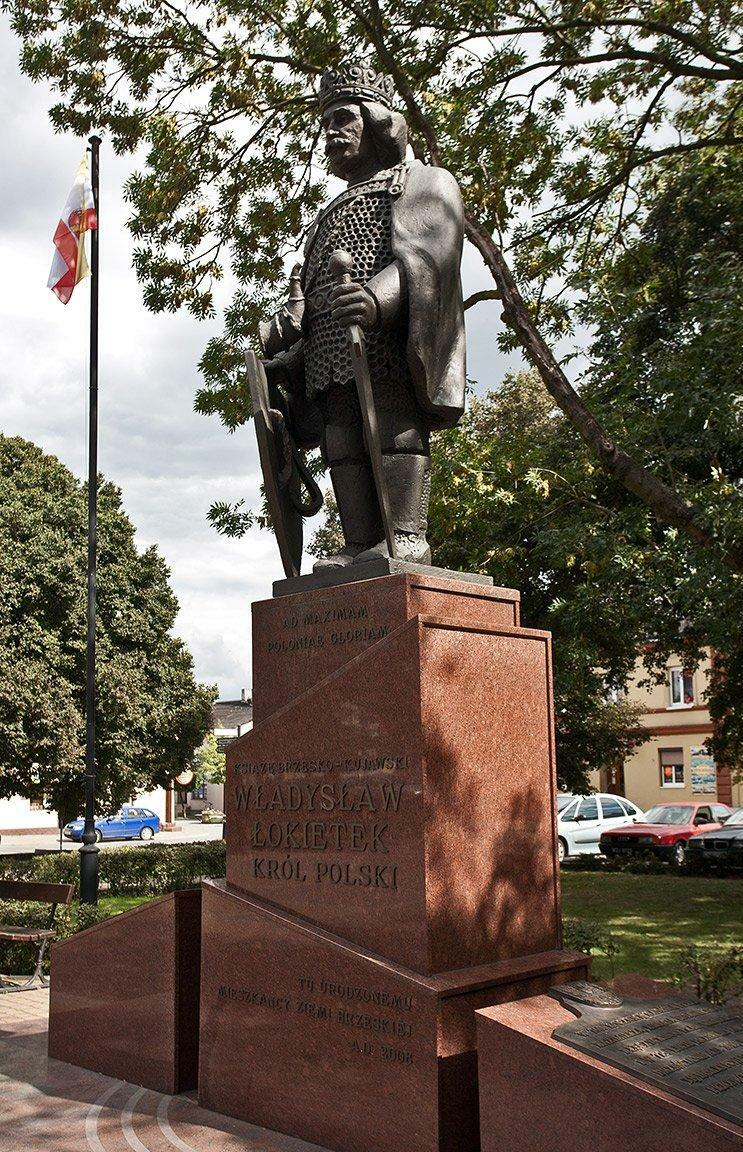
Pomnik Władysława Łokietka

Brześć Kujawski – miasto w Polsce, w województwie kujawsko-pomorskim, w powiecie włocławskim, siedziba gminy miejsko-wiejskiej Brześć Kujawski. Położone nad rzeką Zgłowiączką, na krańcu Pojezierza Wielkopolskiego. Według danych GUS z 31 grudnia 2022 r. Brześć Kujawski liczył 4550 mieszkańców.
Dawna siedziba książąt kujawskich, jako miasto lokowane około 1250 roku po przeniesieniu w obecne miejsce ze Starego Brześcia. Od XIV wieku miasto królewskie. Od XIV do XVIII wieku stolica niewielkiego województwa brzeskokujawskiego, oraz siedziba starostwa brzeskokujawskiego. Miejsce popisów szlachty województwa brzeskokujawskiego I Rzeczypospolitej. W XIX wieku miasto rządowe Królestwa Kongresowego, położone było w 1827 roku w powiecie brzeskim, obwodzie kujawskim województwa mazowieckiego. Obecnie miasto jest ośrodkiem drobnego przemysłu metalowego i materiałów budowlanych.

## Położenie
Brześć Kujawski znajduje się w południowej części województwa kujawsko-pomorskiego. Miasto leży w północnej części Pojezierza Kujawskiego. Historycznie na Kujawach. Przez miasto przepływa rzeka Zgłowiączka. W północnej części Brześcia znajduje się jezioro Cmentowo.
Według danych z 1 stycznia 2011 r. powierzchnia miasta wynosi 7,04 km².

## Gospodarka
W mieście znajduje się firma KFMR Krukowiak – producent maszyn rolniczych i sadowniczych. W pobliżu miasta od 2014 roku znajduje się Brzeska Strefa Gospodarcza, w której działa m.in. firma LPP, Raben, RTE, H&S STEEL.

## Historia
Ślady osadnictwa z epoki neolitu. Od XII w. ważny gród obronny, który znajdował się na terenie Starego Brześcia. W dniu 23 kwietnia 1228 r. w Starym Brześciu odbyła się uroczysta ceremonia nadania zakonowi krzyżackiemu ziemi przez Konrada Mazowieckiego. Było to uposażenie tymczasowe, w skład którego wchodziły 4 wsie. Brześć (Stary Brześć) został lokowany około 1250 roku przez księcia Kazimierza, na co wskazuje dokument z tego roku dla prepozyta włocławskiego Mikołaja, gdzie książę zezwala mu na lokację wsi Sobota na prawie, którym posługiwali się mieszkańcy Brześcia (quo utuntur jncole de Bresce). Niedługo później książę przeniósł siedzibę kasztelanii z Włocławka do Starego Brześcia. W 1292 roku Brześć i jego okolice zostały najechany przez Litwinów dowodzonych przez Witenesa. Przed 1295 rokiem Brześć Kujawski przeniesiono na obecne miejsce, ponieważ pod tą datą wzmiankowano antiqua civitate, mogące być utożsamione ze Starym Brześciem. Nie jest znana data uzyskania praw miejskich, ponieważ nie zachował się przywilej lokacyjny, ale mogło stać się to już przed 1250 rokiem. Dokument Władysława Łokietka z 1298 roku potwierdza, że Brześć był lokowany na prawie magdeburskim. Brześć kilkunastokrotnie zmieniał w ciągu swych dziejów nazwę - wzmiankowany był pod nazwami: Brzest, Brzeszcze, Brzessczye (1314), Brescia, Brestia, Breste, Brest (1383), Brzesce (1459), Brzesczie (1566), Brzesko, Breszcze, Brzeczk, Brzeście i wreszcie – Brześć.

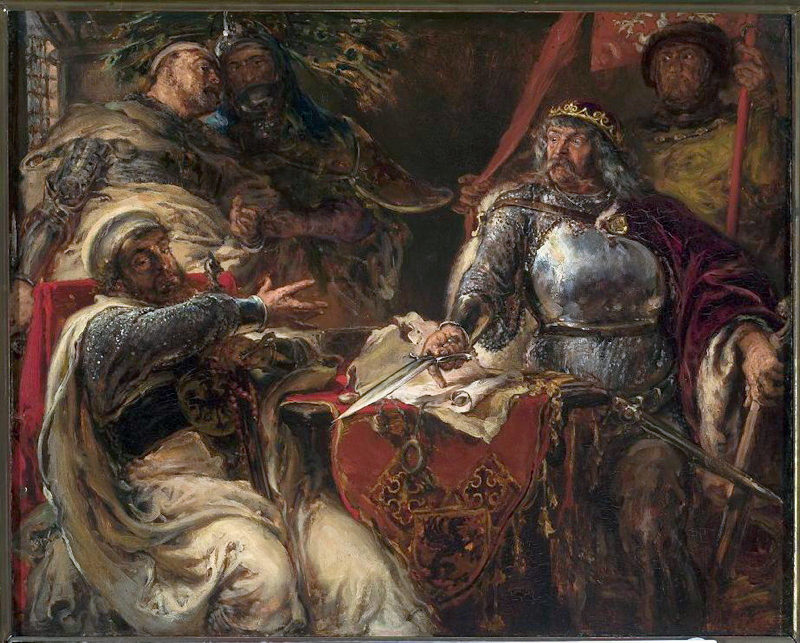
Jan Matejko „Władysław Łokietek zrywający układy z Krzyżakami w Brześciu Kujawskim” – obraz z 1879 r.

W 1303 roku wzmiankowano brzeskiego burgrabiego Zbrosława. W czasach panowania Wacława II, doszło pod koniec 1305 roku do wybuchu powstania antyczeskiego na Kujawach i w Wielkopolsce, a znacząca rolę w buncie odegrał Brześć Kujawski. W dniu 25 stycznia 1306 roku wzmiankowano w dokumencie rozejmu zawartego w Toruniu między mieszczanami brzeskimi Albertem, Kerstenem i Gotkinem a starostą czeskim Pawłem, istnienie w Brześciu obronnych murów miejskich oraz castrum. Potwierdza duże znaczenie miasta w tym okresie, ponieważ przykładowo pobliski Włocławek nigdy murów nie zdołał zbudować. Od czasu panowania Władysława Łokietka Brześć pełnił rolę stolicy księstwa kujawskiego. Na przełomie 1307/1308 roku w grodzie w Brześciu Kujawskim uwięziono Piotra Święcę za próby przekazania Brandenburczykom Pomorza Gdańskiego. Od początku XIV wieku uległy pogorszeniu stosunki z Zakonem Krzyżackim, co miało znaczący wpływ na Brześć i Kujawy. Już w roku 1308 wybuchł pierwszy groźny zatarg o Gdańsk i Pomorze pomiędzy Władysławem Łokietkiem a Zakonem. Strony konfliktu spotykały się w Brześciu kilkakrotnie – w latach 1311, 1320 i 1435 – nie osiągając jednak porozumienia.

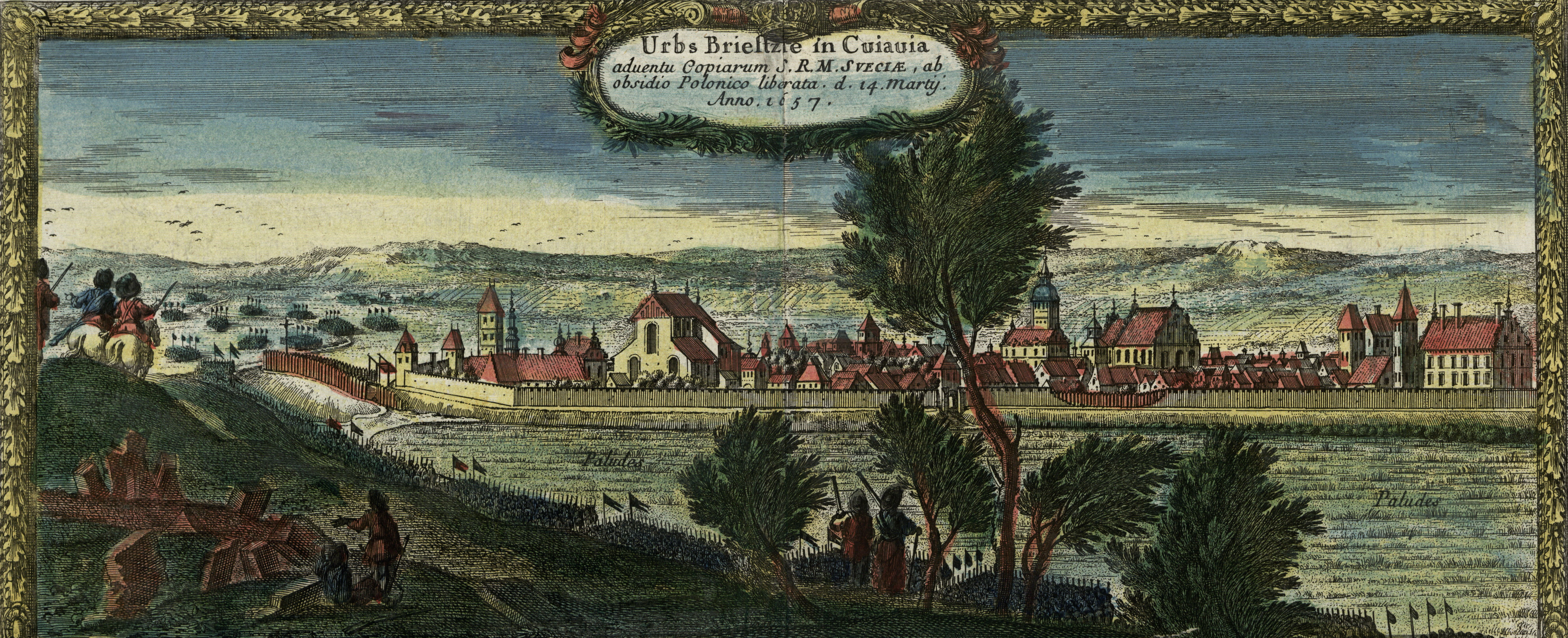
Panorama Brześcia Kujawskiego w 1657 r. od północnego zachodu, miedzioryt na podstawie rys. Erika Dahlbergha. Po prawej stronie zamek w Brześciu Kuj.

Dnia 10 lutego 1321 r. odczytano w Brześciu wyrok papieski, nakazujący Zakonowi zwrot zagrabionej ziemi pomorskiej. Krzyżacy wyrok ten odrzucili. W 1327 roku Krzyżacy próbowali zdobyć miasto, ale im się nie udało. Kolejne porażki Krzyżacy ponieśli w 1329 i w 1331 roku. Dopiero za czwartym razem udało się Krzyżakom zdobyć miasto po 11 dniowym oblężeniu w 1332 roku przy użyciu machin oblężniczych kruszących mury obronne. Następnie przyłączyli Brześć do swojego państwa na 11 lat ustanawiając w mieście siedzibę komtura. Miasto powróciło pod panowanie polskie w czasach Kazimierza Wielkiego na mocy pokoju w Kaliszu w 1343 roku. Jednak Brześć przez blisko 100 lat żył nadal pod groźbą najazdów, które powtarzały się kilkakrotnie, nawet po bitwie grunwaldzkiej.
Od XIV wieku Brześć był stolicą województwa brzeskiego, które po unii lubelskiej przemianowano na brzeskokujawskie. Istniało ono aż do czasów rozbiorów. Był także siedzibą sądów szlacheckich: ziemskiego i grodzkiego, które w mieście urzędowały aż do rozbiorów.
W 1362 roku Kazimierz Wielki sprzedał dziedziczne wójtostwo brzeskie, mieszczaninowi łęczyckiemu Tomaszowi za 200 kop groszy praskich. Wójt Tomasz uzyskał m.in. prawo sądzenia za co miał dostawać 1/3 kar. W okresie bezkrólewia po śmierci Ludwika Węgierskiego (10 września 1382) ówczesny starosta brzeski sprzyjał jednemu z głównych konkurentów do polskiej korony, księciu mazowieckiemu Siemowitowi. Wydał on polecenie wpuszczenia załogi mazowieckiej do zamku brzeskiego. Mazowieckie wojsko wojewody płockiego, Abrahama Sochy, zajęło Brześć 22 maja 1383 r. W celu obrony Kujaw i ziemi łęczyckiej przed Siemowitem królowa wdowa Elżbieta już wcześniej mianowała w Koszycach na stanowisko starosty brzeskiego zaufanego Ludwika, Ścibora ze Ściborzyc. „Brzescy mieszczanie nie lubili i bali się Ziemowita, z chęcią tedy otworzyli bramy Sciborowi, gdy 26 maja przybył do miasta, nie długo jednak trwała ich radość, gdyż Scibor, widząc niemożliwość utrzymania miasta przeciwko wielkim siłom mazowieckim, ułożył się z Abrahamem Sochą o warunki poddania się i opuścił miasto.”
W 1413 roku w kościele farnym w Brześciu biskup włocławski Jan Kropidło udzielił ślubu margrabiemu miśnieńskiemu Wilhelmowi II Bogatemu i księżniczce mazowieckiej Amelii, córce Siemowita IV, księcia mazowieckiego. Krzyżacy po raz ostatni oblegali Brześć w 1431 roku, jednak nie byli w stanie go zdobyć. W grudniu 1435 roku zawarto w Brześciu pokój z Krzyżakami. W czasie Wojny trzynastoletniej na zamku w Brześciu Kujawskim często przebywał polski król Kazimierz Jagiellończyk. Wojna trzynastoletnia toczyła się już poza granicami ziemi brzesko-kujawskiej, a do murów Brześcia w okresie następnych 200 lat nie miała już dotrzeć żadna nawałnica wojenna. W 1494 roku miasto przypuszczalnie liczyło 1300 mieszkańców. W 1565 roku w Brześciu były 192 place miejskie, 115 rzemieślników i 108 handlarzy. Odnotowano również 18 domów żydowskich. Można szacować, że miasto zamieszkiwało około 1150 osób. Brześć w 1616 roku stanowił ośrodek handlu zbożem i był zamieszkiwany przez 89 rzemieślników i 63 piekarki.
Najbardziej tragiczny okres miasta nastał w czasie Potopu szwedzkiego, gdy miasto i zamek zostało zniszczone w 1655, gdy spalono ratusz, kościół farny św. Stanisława i trzy baszty miejskie, następnie w 1656 roku, a na koniec w 1657, gdy miasto i zamek zostały doszczętnie spalone podczas wycofywania się Szwedów. Zniszczeniu uległo też szereg wsi w pobliżu miasta, m.in. zabici zostali wszyscy mieszkańcy wsi Stary Brześć. Samo miasto tak podupadło, że w 1661 mieszkało w nim potem tylko 3 rzemieślników (wcześniej 89), nie było w stanie płacić podatków, a zniszczenia były widoczne, wg relacji Ulryka Werduma, jeszcze w 1670 roku. W 1662 roku w Brześciu mieszkało około 350 osób. W 1673 roku w Brześciu mieszkało około 332 osób. W 1685 roku w mieście wybucha pożar. Kościół farny zaczęto odbudowywać dopiero około 1710 roku.
W 1702 i 1707 roku miasto zostało zniszczone przez najazd wojsk saskich i litewskich. W 1707 roku ponownie zajęte przez wojska szwedzkie, a Karol XII przyjął tu posła Turcji. Znaczne spustoszenie poczyniła następnie w latach 1707–1709 epidemia dżumy. W wyniku tych wydarzeń pozostało w miasteczku tylko trzech gospodarzy. W 1717 roku sąd landwójtowski w Brześciu samowolnie skazał na śmierć na stosie posądzoną o czary wdowę Zofię Marchewkę, mimo że sąd nie miał do tego prawa, które było zarezerwowane wyłącznie dla sądów kościelnych. W 1782 roku istniały jeszcze bramy Toruńska i Krakowska oraz opustoszały zamek. W 1793 roku według w mieście mogło mieszkać około 700 osób. 
W lutym 1793 miasto znalazło się w zaborze pruskim, od 1807 w Księstwie Warszawskim, a od 1815 w Królestwie Polskim w ramach zaboru rosyjskiego. W 1816 roku spłonął ratusz, który stał na rynku. W 1848 roku siedzibę powiatu przeniesiono z Brześcia do Włocławka.
W mieście urodził się działacz PPS Stanisław Dubois.
W 1894 roku uruchomiono w Brześciu Kujawskim cukrownię, która przez 100 lat była największym zakładem pracy w mieście i okolicach, a w 1939 roku była trzecią co wielkości cukrownią w Polsce. Podczas I wojny światowej u proboszcza na plebanii w Brześciu stacjonował Paul von Hindenburg.
W 1923 roku zaczęły działalność Zakłady Ceramiczne „Rumaki” produkujące cegłę. W 1934 roku liczba mieszkańców wynosiła 6 500 osób, w tym 700 Żydów i innych mniejszości.
Od 14 września 1939 roku miasto znajdowało się pod okupacją niemiecką, a w grudniu w lasach na Łubie Niemcy rozstrzelali 39 mieszkańców Brześcia Kujawskiego. W 1941 roku aresztowany został proboszcz Stefan Kuliński, którego następnie zamordowano w komorze gazowej w niemieckim obozie w Hartheim. Podczas okupacji hitlerowskiej w mieście znajdowało się getto żydowskie. Niemcy podczas okupacji zmienili nazwę miasta na Brest-Kujawien (1939–1942), po czym na Brest (Wartheland) (1943–1945). W dniu 20 stycznia 1945 Brześć Kujawski został zajęty przez oddziały 47 armii I Frontu Białoruskiego Armii Czerwonej i 1 Brygady Pancernej im. Bohaterów Westerplatte. Po wojnie na ówczesnym pl. Wasilewskiej wzniesiono Pomnik Wdzięczności ku czci 47 poległych żołnierzy radzieckich i polskich.
W latach 1975–1998 miasto administracyjnie należało do województwa włocławskiego.
Do kwietnia 2008 działał również przemysł cukrowniczy, jednak we wrześniu 2008 cukrownia w Brześciu Kujawskim została zamknięta.

## Zabytki
- gotycki kościół św. Stanisława Biskupa zbudowany po 1332, rozbudowany w XV w., regotycyzowany w 1908 według projektu T. Pajzderskiego; wewnątrz polichromie J. Makarewicza z lat 1925–1927 i witraże z lat 1908–1911, projektowane przez K. Krzyżanowskiego,
- kościół podominikański św. Michała Archanioła z 2 połowy XIV w., przebudowany w latach 1922–1928 z wprowadzeniem elementów neobarokowych,
- pozostałości murów miejskich z XIV w. (wtopione w późniejsze budynki mieszkalne)
- klasycystyczny ratusz z 1836-1838, według projektu H. Marconiego sporządzonego w 1824 r.[26],
- budynek dawnego więzienia (do 1914), wzniesiony na miejscu zamku królewskiego Kazimierza Wielkiego z XIV w., rozbudowanego w XVI wieku. Gotycki zamek składał się z głównego domu o wymiarach 12,6 × 23,3 m, ulokowanego w północnej części założenia, w miejscu obecnie istniejącego. Obok budynku od wschodu znajdowała się brama wjazdowa, a w narożniku południowo-wschodnim wieża cylindryczna. Łączyły je ceglane mury obwodowe na planie nieregularnego czworokąta. W XIV wieku obiekt pełnił ważną rolę militarną na granicy z państwem krzyżackim. Od 2. połowy XV wieku stracił to znaczenie i pozostał zamkiem starostów, którzy w XVI wieku go rozbudowali wznosząc nowe budynki. Obiekt został zniszczony w czasie potopu szwedzkiego. Na przełomie XVIII i XIX wieku Prusacy rozebrali większość budowli zamkowych, a na fundamentach średniowiecznego domu wznieśli około 1800 roku budynek, w którym ulokowano więzienie. Po 1918 r. przebudowany na cele szkolne[27][28]. Z zamku Kazimierza Wielkiego przetrwały fundamenty w podziemiach istniejącego budynku.
- zabudowa mieszkalna powstała od końca XVIII do XIX w., m.in.:
  - pl. Łokietka 2, klasycystyczny z 1. poł. XIX w.
  - pl. Łokietka 7 z przełomu XVIII i XIX w., przekształcony
  - pl. Łokietka 8, z 1797 r., barokowo-klasycystyczny
  - ul. Narutowicza 7, 9, klasycystyczne z 1. poł. XIX w.
  - ul. Narutowicza 13, z poł. XIX w.
  - ul. Reymonta 20, klasycystyczny z poł. XIX w.
  - ul. Reymonta 27, barokowy z XVIII w.
- zespół budynków cukrowni z końca XIX w.

Zabytki nieistniejące:
- budynek dawnego klasztoru dominikanów z XVII-XIX w., później dom klasztorny ss. Elżbietanek, przylegający pierwotnie do kościoła podominikańskiego od strony północnej
- domy z końca XVIII w. przy pl. Władysława Łokietka nr 5 i 6, ul. Krakowskiej 30
- dom z poł. XIX w. przy ul. Widok 2
- budynek wielofunkcyjny w zespole cukrowni z 1894 r.

## Demografia
31 grudnia 2010 r. miasto miało 4603 mieszkańców. Dwanaście lat później (31 XII 2022 r.) liczba mieszkańców nieznacznie spadła, do 4550 osób.

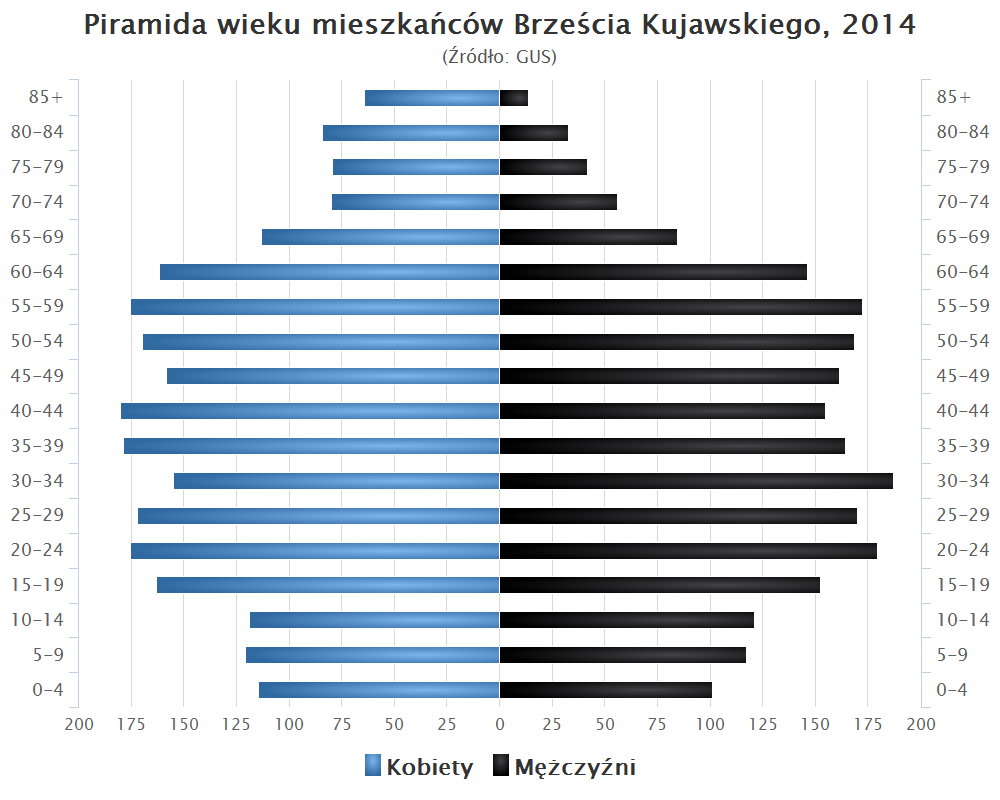
Piramida wieku mieszkańców Brześcia Kujawskiego w 2014 roku

## Transport
Węzeł drogowy. W mieście krzyżują się drogi krajowe i wojewódzkie:
- 62 Strzelno – Brześć Kujawski – Płock – Drohiczyn  - Siemiatycze
- 265 Brześć Kujawski – Kowal – Gostynin
- 268 Brześć Kujawski – Brzezie
- 270 Brześć Kujawski – Lubraniec – Izbica Kujawska – Brdów – Koło